# Laurence Jalbert
Laurence Jalbert (Rivière-au-Renard, Quebec, 18 de agosto de 1958) es una cantante y compositora de música pop y rock de Canadá. 

## Inicios
Comenzó su carrera musical en 1985 como miembro de la banda "Volt". Con este grupo ganó un concurso de radio en 1987 y llegaron a publicar un único sencillo antes de separarse en 1988. Jalbert comenzó entonces su carrera en solitario, usando como nombre artístico Laurence, en vez de Lise, que era su verdadero nombre de nacimiento pues iba mejor con la imagen fuerte e independiente que buscaba para su proyecto musical.

## Carrera profesional
Publicó su primer álbum en 1990. Ayudada por el éxito del sencillo "Tomber", el álbum llegó a superar las 26 000 copias vendidas durante las primeras dos semanas en venta, consiguiendo la certificación de Disco de Platino en 1991. Además de sus propias canciones, en sus conciertos suele recurrir frecuentemente a versiones de conocidos temas como "White Rabbit" de Jefferson Airplane's "White Rabbit",  "Because the Night" de Patti Smith, "Wuthering Heights" de Kate Bush o "Take Another Little Piece of My Heart" de Janis Joplin .
En la Gala de la ADISQ en septiembre de 1990, Jalbert consiguió dos Premios Félix. En 1992, fue nominada a un Félix a la mejor canción con el tema "À toi".
En 1993, Jalbert publicó su segundo álbum, Corridors. Certificado Disco de Platino, Corridors obtuvo dos Premios Félix en 1994, al Mejor Álbum de Pop/Rock y a la Canción del Año con "Encore et encore", y recibió una nominación a los Premios Juno en la categoría de Mejor Álbum Francófono del Año.
Publicó su tercer álbum Avant le squall en 1998, consiguiendo tres nominaciones a los Premios Félix de ese año como Mejor Cantante Femenina, Mejor álbum de Pop/Rock y Mejor Canción por "Pour toi". Al año siguiente fue nominada de nuevo como Mejor Cantante Femenina.
Entre 1999 y 2000, Jalbert se embarcó en una extensa gira junto a Dan Bigras. En 2000, publicaron un álbum en vivo titulado Communio, grabado en el desaparecido Spectrum de Montreal. 
Su quinto álbum de estudio, ... et j'espère, fue publicado en 2001. De este trabajo se extrajo como sencillo el tema "Jeter un sort", una versión en francés del tema de Michel Pagliaro "What the Hell I Got". El álbum recibió una nominación a los Premios Felix de 2002 como Mejor Álbum del Año.
En 2004, el sello Audiogram publicó un álbum recopilatorio de grandes éxitos titulado Ses plus grands succès, seguido del álbum navideño Noël des anges.

## Discografía
- Laurence Jalbert (1990)
- Corridors (1993)
- Avant le squall (1997)
- Communio (2000, con Dan Bigras)
- ...et j'espère (2001)
- Ses plus grands succès (2004)
- Noël des anges (2004)
- Sur la route... Évidemment (2006)
- Tout porte à croire (2007)
- Une lettre (2011)
- Ma route (2016)